# Людер, Штефан
Ште́фан Лю́дер (нем. Stefan Luder; род. 3 января 1967) — швейцарский кёрлингист.

## Достижения
- Зимние Олимпийские игры: серебро (1988)[4].
- Чемпионат Европы по кёрлингу: серебро (1994).
- Чемпионат Швейцарии по кёрлингу среди мужчин: серебро (1994, 2005).[5]
- Чемпионат Швейцарии по кёрлингу среди смешанных команд: золото (2008).

## Команды
| Сезон                                          | Четвёртый       | Третий          | Второй       | Первый       | Запасной                            | Турниры             |
| ---------------------------------------------- | --------------- | --------------- | ------------ | ------------ | ----------------------------------- | ------------------- |
| 1987—88                                        | Ханс-Йорг Липс  | Рико Зимен      | Штефан Людер | Петер Липс   | Марио Флюкигер                      | ЗОИ 1988            |
| 1994—95                                        | Ханс-Йорг Липс  | Штефан Людер    | Петер Липс   | Рико Зимен   | Бьорн Шрёдер тренер: Michael Müller | ЧЕ 1994             |
| Кёрлинг среди смешанных команд (mixed curling) |                 |                 |              |              |                                     |                     |
| 2008                                           | Christian Moser | Franziska Luder | Штефан Людер | Мишель Мозер |                                     | ЧШСК 2008           |
| 2008—09                                        | Christian Moser | Niki Goridis    | Штефан Людер | Мишель Мозер | Эстер Нойеншвандер Oliver Wininger  | ЧЕСК 2008 (7 место) |

(скипы выделены полужирным шрифтом)